# Pinsk
Pinsk (blr. Пінск, polj. Pińsk) - grad u području Bresta na jugu Bjelorusije. Nalazi se na rijeci Pini, u povijesnoj regiji Polesju, 164 kilometra istočno od Bresta. Oko grada nalaze se Pinske močvare po kojima je grad dobio ime.
Po podacima iz 2009., Pinsk ima oko 131 tisuću stanovnika.
Grad se prvi put spominje 1097. Status grada dobio je 1581. Pinsk je dospio pod rusku vlast 1793. Prije Drugog svjetskog rata, Pinsk je pripadao Poljskoj. Godine 1939., 27 od 30 tisuća stanovnika Pinska bili su Židovi. Njih su nacisti skoro sve pobili u listopadu 1942. Nakon raspada SSSR-a, dio je samostalne Bjelorusije.